# Episodi di Yellowstone (prima stagione)
La prima stagione della serie televisiva Yellowstone, composta da nove episodi, è stata trasmessa negli Stati Uniti per la prima volta dall'emittente Paramount Network dal 20 giugno al 22 agosto 2018.
In Italia, la stagione è andata in onda in prima visione sul canale satellitare Sky Atlantic dal 13 marzo al 10 aprile 2020. In chiaro è stata trasmessa dal 19 marzo 2021 su Paramount Network.
| nº | Titolo                 | Prima TV USA   | Prima TV Italia |
| -- | ---------------------- | -------------- | --------------- |
| 1  | Daybreak               | 20 giugno 2018 | 13 marzo 2020   |
| 2  | Kill the Messenger     | 27 giugno 2018 | 20 marzo 2020   |
| 3  | No Good Horses         | 11 luglio 2018 | 20 marzo 2020   |
| 4  | The Long Black Train   | 18 luglio 2018 | 27 marzo 2020   |
| 5  | Coming Home            | 25 luglio 2018 | 27 marzo 2020   |
| 6  | The Remembering        | 1º agosto 2018 | 3 aprile 2020   |
| 7  | A Monster Is Among Us  | 8 agosto 2018  | 3 aprile 2020   |
| 8  | The Unravelling: Pt. 1 | 15 agosto 2018 | 10 aprile 2020  |
| 9  | The Unravelling: Pt. 2 | 22 agosto 2018 | 10 aprile 2020  |

## Daybreak
- Diretto da: Taylor Sheridan
- Scritto da: Taylor Sheridan e John Linson (soggetto); Taylor Sheridan (sceneggiatura)

### Trama
John Dutton è un temuto e rispettato patriarca proprietario del più vasto ranch del Montana. Gli enormi confini della sua proprietà fanno gola a molti e John non esita a difenderli a tutti i costi, anche ricorrendo a metodi illeciti e non convenzionali. Ad aiutarlo i suoi quattro figli: il maggiore Lee, designato erede della proprietà di famiglia, il secondogenito Jamie, il meno cowboy della famiglia ma un abilissimo avvocato che aspira a diventare governatore del Montana, la terza figlia Beth Dutton, spietata donna d'affari, e l'ultimo Kayce, un ex marine tornato all'ovile dopo anni e aver provato a mettere su un ranch in proprio, sposato con la nativa americana Monica, con la quale ha un figlio, Tate. A questi si aggiunge Rip Wheeler, il capo dei mandriani e il più stretto sodale di John.
Gli aspiranti pretendenti delle sue terre sono diversi. Innanzitutto Dan Jenkins, portavoce della modernizzazione, del progresso e dell’espansione turistica, che ha intenzione di costruire un resort di lusso vicino al confine col ranch dei Dutton. Un'altra spina nel fianco di John è poi Thomas Rainwater, il neoeletto presidente della comunità di nativi di Broken Rock, intenzionato a restituire alla sua gente ciò che apparterebbe loro di diritto e che è stato loro rubato nei secoli scorsi. Ma le mire espansionistiche di John sono più un gioco di potere che una questione di giustizia.
La battaglia vera e propria inizia dopo che John perde il primo dei quattro figli, Lee, per una contesa sul bestiame con i nativi americani. Da lì si stringe intorno a Beth e Jamie per combattere contro tutti coloro che mirano ai loro possedimenti terrieri, Jenkins e Rainwater inclusi.
- Special guest star: Dave Annable (Lee Dutton).
- Guest star: Wendy Moniz (Governatrice Lynelle Perry), Michael Nouri (Bob Schwartz), Atticus Todd (Ben Waters), Jill Hennessy (senatrice Huntington), Jeremiah Bitsui (Robert Long), J.R. Cacia (Ted al bar), Buck Taylor (Emmett Walsh), John Aylward (Padre Bob).
- Ascolti USA: telespettatori 2 829 000 – rating 18-49 anni 0,41%[4]

## Kill the Messenger
- Diretto da: Taylor Sheridan
- Scritto da: Taylor Sheridan e John Linson (soggetto); Taylor Sheridan (sceneggiatura)

### Trama
Jamie viene chiamato nell’ufficio di Lynelle Perry, la governatrice del Montana, e gli viene detto che, in base all’esame autoptico, le ferite riportate da Lee gli avrebbero impedito di sparare a Robert. A uccidere Long è stato qualcun altro. Da qui fa in modo che questo qualcun altro non sia riconducibile ad uno dei suoi familiari. Tra l’altro, bisogna farlo in fretta, perché alcune indiscrezioni stanno già girando, e non in pochi stanno additando quanto successo come omicidio a sfondo razziale.
Jamie avvisa suo padre, si mette subito in azione per evitare che Kayce, si ritrovi in carcere. Entrambi sanno che è stato lui a sparare a Robert, fratello di sua moglie Monica. Decide di disseppellire la bara di Lee per far cremare il corpo. In tal modo niente cadavere, niente prove. Per farlo si rivolge a Rip, che uccide l’anatomopatologo. Grazie ad amicizie importanti fa in modo da evitare il dettaglio che sia stato Kayce a riportare il corpo del fratello al ranch. Ma il referto è già arrivato nelle mani di Thomas Rainwater, che intravede in esso un sistema per detronizzare il suo nemico. Intanto Kayce riflette su ciò che è accaduto e pensa di tornare nei marines, Monica non la prende bene e sa che dietro il gesto del marito c'è molto di sospetto.
- Guest star: Wendy Moniz (Governatrice Lynelle Perry), Fredric Lehne (Carl Reynolds), Atticus Todd (Ben Waters), John Aylward (Padre Bob), Braden Lynch (dott. Patrick Monteith), Timothy Carhart (procuratore generale Stewart).
- Ascolti USA: telespettatori 2 067 000 – rating 18-49 anni 0,33%[5]

## No Good Horses
- Diretto da: Taylor Sheridan
- Scritto da: Taylor Sheridan

### Trama
John fa arrestare Rainwater per furto di bestiame mentre questi sta andando ad una serata di gala. Kayce, mentre sta guidando con suo figlio, si imbatte in un furgone dove due tizi, vestiti con delle tute bianche, hanno rapito una ragazza indiana e la stanno tenendo prigioniera, dopo averla violentata. Li uccide, rischiando di far uccidere suo figlio da un serpente a sonagli e poi, dopo aver accompagnato la ragazza a casa, va con il padre della ragazza a seppellire i cadaveri dei due uomini. Dan Jenkins, cerca di approcciare Beth in un bar, nonostante sia stato messo in guardia. La vedova di Robert Long, affranta dalla perdita del marito e dalla conseguente povertà, si toglie la vita per fare in modo che i suoi genitori, con cui non parla da anni, si prendano cura dei nipoti, mentre Jamie afferma dinanzi al padre la decisione di candidarsi alla carica di procuratore generale anche contro la sua volontà.
- Guest star: Wendy Moniz (Governatrice Lynelle Perry), Josh Lucas (John Dutton da giovane), Gretchen Mol (Evelyn Dutton), Tokala Black Elk (Sam), Kylie Rogers (Beth Dutton da giovane), Geno Segers (Danny Trudeau), Timothy Carhart (procuratore generale Stewart).
- Ascolti USA: telespettatori 2 170 000 – rating 18-49 anni 0,37%[6]

## The Long Black Train
- Diretto da: Taylor Sheridan
- Scritto da: Taylor Sheridan

### Trama
Mentre John e il suo fido Rip decidono sul da farsi riguardo allo spostamento di un carico di bestiame, nella riserva è avvenuto ciò che non doveva avvenire, cioè il ritrovamento dei cadaveri dei due uomini uccisi e arsi da Kayce. Il tecnico incaricato dell’avanzamento dei lavori vorrebbe chiuderla lì, in fondo potrebbe trattarsi di resti antichi, ma Thomas Rainwater, e lo sceriffo sanno bene che quel mucchio puzzolente di ossa e carne bruciata è decisamente recente. Beth continua a punzecchiare Jenkins, e John conosce meglio e si dedica a suo nipote Tate, il figlio di Kayce e Monica. Jimmy Hurdstorm, novello mandriano da poco marchiato secondo la modalità del ranch Dutton, subisce un pestaggio da un altro degli uomini dediti al bestiame. Per tutta risposta, questi viene prima pestato da Rip, e poi viene portato da Lloyd, il più anziano tra i mandriani, in un luogo chiamato metaforicamente "stazione" ove gli pianterà una pallottola in testa lungo la via e farà sparire il suo cadavere e il suo borsone gettandoli giù oltre il bordo della strada. Brad, colui che ha pestato Jimmy, oltre ad essere un bullo, ha lavorato al ranch per troppo tempo, e ha visto e sentito troppe cose.
Kayce e Monica, dopo aver fatto un controllo a Tate dopo essere caduto nel fiume quando era in compagnia del nonno, vengono fermati dalla polizia della riserva, che intima al giovane Dutton di uscire dalla vettura, di tenere le mani in alto e di sdraiarsi per terra a pancia in giù.
- Guest star: Atticus Todd (Ben Waters), Wendy Moniz (Governatrice Lynelle Perry), Buck Taylor (Emmett Walsh), Timothy Carhart (procuratore generale Stewart), Wally Welch (Mickey Creagan).
- Ascolti USA: telespettatori 1 891 000 – rating 18-49 anni 0,31%[7]

## Coming Home
- Diretto da: Taylor Sheridan
- Scritto da: Taylor Sheridan

### Trama
Kayce viene arrestato e portato al commissariato della riserva al cospetto dello sceriffo e Rainwater. John manda Jamie a risolvere il problema e riesce a farlo scagionare. Beth continua la battaglia contro Jenkins affondando il coltello nella piaga cercando di arruffianarsi la moglie di lui, e rifiuta la proposta del suo vecchio capo di tornare a Salt Lake City, il luogo ove viveva e lavorava, prima di tornare a casa nella tenuta di famiglia. John cerca di convincere Monica di lasciare la riserva per tenere a freno il marito, e ordina a Rip di assoldare un nuovo mandriano dalla prigione federale. La scelta ricade su Walker, cantante folk dietro le sbarre per omicidio colposo. Monica si convince della proposta fattagli dal suocero, vivere nel suo ranch per placar i bollori del marito, ma appena scruta in piena notte Rip che marchia il neo arrivato Walker, inizia ad avere dubbi sulla scelta fatta.
- Guest star: Michael Nouri (Bob Schwartz), Atticus Todd (Ben Waters), Steve Coulter (Mel Thompson), Heather Hemmens (Melody Prescott), Taylor Sheridan  (Travis Wheatley), Barret Swatek (Victoria Jenkins), Ryan Bingham (Walker).
- Ascolti USA: telespettatori 1 949 000 – rating 18-49 anni 0,33%[8]

## The Remembering
- Diretto da: Taylor Sheridan
- Scritto da: Taylor Sheridan

### Trama
L'episodio si apre con il tema musicale del film Gli spietati di Clint Eastwood. Jenkins e Rainwater decidono di unire le forze contro il loro comune nemico, ossia John Dutton. L'idea è la costruzione di un mega albergo e di un mega casinò più la denuncia al patriarca del ranch di aver deviato il corso del fiume mettendo in pericolo delle specie protette dell'area della riserva. Accesi battibecchi tra Beth e il padre insorgono riguardo alla morte di Evelyn, la moglie di John, e la relazione che egli ha con Lynelle Perry, la governatrice del Montana. Jamie prepara la sua candidatura come procuratore generale, e insieme a Beth scopre la malattia segreta del padre. Decidono dunque di mettere le loro divergenze da parte per unirsi più che mai al padre per difendere le loro proprietà, ma Kayce, scoperta invece la verità sulla storia del suo marchio, decide di lasciare il ranch sfidando apertamente la sua autorità. Monica viene coinvolta in una rissa tra studenti mentre si reca a fare lezione, rimediando un'emorragia subcraniale.
- Guest star: Fredric Lehne (Carl Reynolds), Wendy Moniz (Governatrice Lynelle Perry), Timothy Carhart (procuratore generale Stewart), Heather Hemmens (Melody Prescott), Michaela Conlin (Sarah Nguyen), Katherine Cunningham (Christina).
- Ascolti USA: telespettatori 2 103 000 – rating 18-49 anni 0,38%[9]

## A Monster Is Among Us
- Diretto da: Taylor Sheridan
- Scritto da: Taylor Sheridan

### Trama
Rip si imbatte in una situazione pericolosa e terribile. Viene messo in moto un piano progettato per spremere John Dutton e minacciare il suo modo di vivere. Monica inizia una dura ripresa.
- Guest star: Wendy Moniz (Governatrice Lynelle Perry), Josh Lucas (John Dutton da giovane), Gretchen Mol (Evelyn Dutton), Fredric Lehne (Carl Reynolds), Atticus Todd (Ben Waters), Timothy Carhart (procuratore generale Stewart), Buck Taylor (Emmett Walsh), Katherine Cunningham (Christina), Kylie Rogers (Beth Dutton da giovane), Mike Faiola (dott. Fielding), Heather Hemmens (Melody Prescott), Michaela Conlin (Sarah Nguyen), Ryan Bingham (Walker), Brian Unger (dott. Stafford), Michael Todd Behrens (Doug).
- Ascolti USA: telespettatori 2 083 000 – rating 18-49 anni 0,42%[10]

## The Unravelling: Pt. 1
- Diretto da: Taylor Sheridan
- Scritto da: Taylor Sheridan

### Trama
Si indaga sulla morte dei due turisti giapponesi: lo sceriffo non crede nella versione dei fatti di Rip, convinto che sia stato egli stesso ad eliminarli. John Dutton crede nel suo sodale più stretto e intima lo sceriffo a risolvere la questione per il meglio, ricordandogli poi chi è stato ad affidargli tale carica. Il capo dei mandriani è poi alle prese nel salvataggio di una guardia forestale rimasta infilzata da uno dei pali per la recinzione del ranch dei Dutton. Jenkins e Rainwater solidificano la loro alleanza per la realizzazione dei loro progetti di casinò ed albergo da costruire al confine con il ranch. Beth scopre che il primo dei due è in difficoltà finanziarie, e inizia a trovare un sistema per farlo affondare definitivamente. Jamie prosegue la sua campagna elettorale per l'elezione a procuratore generale, ma il padre decide di ritirarla quando nota che questi lo sta facendo per se stesso, e non per la famiglia. Tuttavia Jamie non cede alle sue richieste dichiarando di voler andare avanti, scatenando le sue ire e provocando una rissa.
- Guest star: Josh Lucas (John Dutton da giovane), Heidi Sulzman (agente Charlotte Skyles), Katherine Cunningham (Christina), Michaela Conlin (Sarah Nguyen), Barret Swatek (Victoria Jenkins), Ryan Bingham (Walker), Hugh Dillon (sceriffo Donnie Haskell).
- Ascolti USA: telespettatori 2 131 000 – rating 18-49 anni 0,40%[11]

## The Unravelling: Pt. 2
- Diretto da: Taylor Sheridan
- Scritto da: Taylor Sheridan

### Trama
Dutton riesce a far scagionare Rip dall'accusa di aver causato la morte di due turisti e di aver ucciso un grizzly, specie protetta dalle leggi federali, nonostante il fatto che lo sceriffo abbia cercato di incastrarlo. Una volta scagionato, Rip incarica un'ex spogliarellista di spiare i piani che Rainwater e Jenkins stanno facendo per sottrarre il ranch a Dutton. La ragazza riesce a registrare la conversazione dei due ed in cambio, rifiutando un migliaio di dollari, si fa assumere come stalliera. Venuto a conoscenza del piano, John Dutton organizza con i suoi uomini il rapimento di Jenkins, che sotto la minaccia di essere impiccato rivela i piani fatti per sottrarre la proprietà del ranch ai Dutton. Al rapimento prende parte anche Kayce, che dopo essere stato lasciato dalla moglie è tornato a lavorare nel ranch di famiglia, per dare un futuro al figlio Tate. Jamie continua ancora spedito la sua campagna, sia per le elezioni che contro suo padre, e decide di confessare tutto quello che sa sul suo conto e il suo impero a Sarah Nguyen, una giornalista infiltratasi nel suo staff elettorale per poter indagare meglio su John Dutton.
- Guest star: Wendy Moniz (Governatrice Lynelle Perry), Hugh Dillon (sceriffo Donnie Haskell), Timothy Carhart (procuratore generale Stewart), Katherine Cunningham (Christina), Michaela Conlin (Sarah Nguyen), Ryan Bingham (Walker), Tanaya Beatty (Avery), James Pickens Jr. (anziano cowboy).
- Ascolti USA: telespettatori 2 367 000 – rating 18-49 anni 0,44%[12]